# Marco Materazzi
Marco Materazzi (Lecce, 19. kolovoza 1973.), je bivši talijanski nogometaš. Igrao za talijansku nogometnu reprezentaciju koja je 2006. godine osvojila Svjetsko nogometno prvenstvo.

## Karijera
Karijeru je započeo igrajući za klubove iz nižih talijanskih liga, Tor di Quinto (1991-1992), Marsala (1993-1994) i Trapani (1994-1995). 1995. potpisuje za klub Perugia iz Serie B ali je poslan na posudbu u klub Carpi iz Serie C. Nakon čega se opet vraća u Perugiu. U sezoni 1998/99. dolazi u Everton FC ali već sljedeće sezone ponovno se vraća u Perugiu koja je ovaj put bila u Serie A. U sezoni 2000/2001 zabija 12 golova čime ruši rekord Daniela Passarelle kao obrambeni igrač koji je zabio najviše golova u Serie A. Poslije toga prelazi u Internazionale Milano F.C. za 10 milijuna eura. S Internazionale Milano F.C. osvaja dva puta Talijanski kup 2005. i 2006. godine. Materazzi je bio umiješan u nekoliko incidenata od dolaska u Milano. Bio je suspendiran dva mjeseca zbog udaranja Bruna Cirilla igrača Siene poslije utakmice u Seria A,u sezoni 2005/2006 zabio je autogol koji je ostavljao Empoli F.C. u Seriji A. Godine2006. s Talijanskom reprezentacijom osvaja svjetsko nogometno prvenstvo.

## Vanjske poveznice
- Official Inter Milan profile  Arhivirana inačica izvorne stranice od 25. svibnja 2011. (Wayback Machine)
- FootballDatabase.com provides Materazzi's profile and stats
- Information on the incident between Materazzi and Zidane  Arhivirana inačica izvorne stranice od 25. srpnja 2008. (Wayback Machine)